# Le Sabre de mon père
Le Sabre de mon père est une pièce de théâtre de Roger Vitrac créée au Théâtre de Paris le 17 février 1951. Elle a été mal accueillie par la critique. La pièce, inspirée par des réminiscences de l'enfance de l'auteur, a déçu beaucoup de critiques, même parmi les plus ouverts à l'œuvre de Vitrac.

## Présentation
La pièce est une « comédie en trois actes ». Le personnage principal est le père (Édouard Dujardin) ; la pièce est profondément marquée par les souvenirs d'enfance et de jeunesse de l'auteur. Vitrac a confié qu'il avait écrit les deux premiers actes facilement, en 1945, puis qu'il s'était senti bloqué ; et il ajoute qu'en 1950, « le refoulement qui m'empêchait de voir la fin de ma pièce est levé ». Il est probable qu'il craignait de blesser son père ; entre-temps, celui-ci était mort.
Dans une petite ville du Lot, en mai 1910 (comme le montre le passage de la comète de Halley), la vie des personnages s'écoule dans la médiocrité du quotidien, au milieu des mensonges et des compromissions, des désirs plus ou moins assumés et des velléités sans lendemain. Le petit Simon regarde avec déception le monde qui l'entoure et ce père qui n'est pas à la hauteur de ses ambitions.
Certains des personnages sont, quatre ans plus tôt, ceux qu'on avait vus à Paris dans Le Coup de Trafalgar : les Dujardin et leur fils Simon, Flore Médard.

## Création
- Mise en scène : Pierre Dux
- Décors : Félix Labisse
- Costumes : Rosine Delamare
- Personnages et interprètes :
  - Françoise Dujardin : Sophie Desmarets
  - Édouard Dujardin : Pierre Dux
  - Pierre Martignac : Max Palenc
  - Adélaïde Poinsot : Claire Gérard
  - Boussu : Noël Roquevert
  - Albert Feuillade : Jean Lagache
  - Docteur Laborderie : Charles Deschamps
  - Nini : Anne Vitrac
  - Clémence : Luce Clament
  - Simon : Serge Lecointe
  - Flore Médard : Marcelle Arnold
  - Diane Condé : Geneviève Berney
  - Popaul : Jean-Jacques Duverger
  - Isabelle Laborderie : Janine Liezer
  - Pierril: René Génin

## Critiques
La critique (Robert Kemp, Max Favalelli, Roger Nimier, Renée Saurel et bien d'autres) se déchaîne contre la pièce. On lui reproche de manquer de « construction » et de fil conducteur, de comporter des longueurs et des éléments superflus ; ce n'est donc même pas un bon vaudeville. Gabriel Marcel déclare que c'est « la fosse commune du vaudeville et du mélodrame ». On ne reconnaît pas, et certains regrettent, le dramaturge subversif d'avant-guerre. On reproche à Pierre Dux d'avoir monté à grands frais une pièce qui n'en valait pas la peine. Jean-Jacques Gautier est plus indulgent.
La pièce fut cependant défendue par Jean Anouilh : « Nous sommes quelques-uns du métier qui travaillons depuis l'autre guerre à étrangler l'anecdote, à tuer la notion de pièce bien faite qui a régné sur le théâtre français [...] au point de le réduire à l'état de momie. [...] La pièce est-elle bien faite ou non ? Eh bien non. Ni Colombe ni Le Sabre ne sont des pièces bien faites. Mais si les comédiens les jouent "comme des dieux", c'est qu'elles ont des personnages sinon ils ne les joueraient pas bien. [...] Et après, laissons l'architecture aux spécialistes du bâtiment. Le théâtre est un jeu de l'esprit et l'esprit peut très bien faire son miel en butinant en détail, comme l'abeille. »
Cette critique fait écho à celle de Robert Kemp : « Ce Sabre, soigné dans les détails et qui, pris réplique par réplique, ne manque pas de saveur, est dans l'ensemble d'une insignifiance définitive.... »